# コルシカワイン
コルシカワイン(Vin de Corse)は、イタリア半島の西のリグリア海にあるフランス領のコルシカ島（行政上はコルス地方公共団体)で生産されるワインである。

## ワインの特長
コルシカ島は歴史・文化・言語などの面で、フランスの本土とはかなり違った道を歩んできており、ワインにおいても、ぶどう品種が、本土では全く作られていない島独自の品種が作られている。赤が多いが、白やロゼも作られている。
気候が温暖で、放っておいてもそこそこのぶどうが実る地域で、かなりボディーのあるワインができるが、やや大味で、雑味を感じるものもあり、まだあまり優れたものは作られていない。
コルシカ島の独自ブドウ品種で醸造される。代表的品種としてシャッカレール（Sciaccarellu、南部ではシャッカレードゥ）、ニエルッチュ（Niellucciu）がある。収量が少ないため、大量生産を目指していた時期には、ソーヴィニョンなどのフランス本土の品種に植え替えられることもあったが、近年は独自種が見直されている。

## コルシカワインのAOC
次の4つのAOCがある。
- アジャクシオ(Ajaccio): コルシカでは「アヤッチュ」という。島南部のコルス＝デュ＝ズュド県の36ヶ村で作られる。
- コルス(Corse)またはヴァン・ド・コルス(Vin de Corse): オート＝コルス県の63ヶ村と、コルス＝ズュド県の119ヶ村で作られる。コルシカワインの大半はこれである。
- ミュスカ・デュ・カップ・コルス(Muscat du Cap Corse):オート＝コルス県の12ヶ村で作られる、マスカットぶどうを使った甘口白ワイン。発酵の途中で透明のブランデーを添加して醗酵を止める。強いマスカットの香りとやさしい甘みがある。
- パトリモニオ(Patrimonio: 生産地は上記と重複していて、赤と辛口の白・ロゼが作られている。コルシカワインのなかでは優れたもので、赤は力強く、白は穏やかな辛口である。